# Just like a Woman (1967)
Just Like a Woman é um filme de comédia dirigido por Robert Fuest. Lançado em 1967, foi protagonizado por Wendy Craig, Francis Matthews, Dennis Price e Clive Dunn.